# Accident ferroviaire de Mvoungouti (2001)
L'accident ferroviaire de Mvoungouti  (ou « Mvoungouti 2 ») s'est produit le 10 janvier 2001 à Mvoungouti en république du Congo. Deux trains de fret de la compagnie du Chemin de fer Congo-Océan (CFCO) sont entrés en collision. On dénombre au moins cinquante morts,.
Un accident avait eu lieu dans la même gare le 6 septembre 1991, avec plus de cent morts.
Les deux trains de fret circulaient sur la voie unique de chemin de fer entre Pointe-Noire et Brazzaville, avec les wagons de marchandises remplis de voyageurs, alors qu'ils n'étaient pas destinés à cela. 
Un des trains venait de Pointe-Noire en direction de l'intérieur des terres, et l'autre provenait de Dolisie, la troisième ville du pays. On ignore toujours les causes de l'accident. Au moins cinquante personnes sont mortes et plus de cent ont été également blessées.

## Liens
- dpa: Selon Radio[Note 5] 50 personnes tués lors d'accident de chemin de fer au Congo. Dans: Hamburger Morgenpost v. 11. Janvier 2001.
- NN: 50 ans d'histoire du Congo en un coup d’œil (2001-2010). Dans: Congo Na Bisso! (consulté le: 15. En décembre 2013).
- NN: Many dead au Congo train crash.  Dans: BBC News, v. 12. Janvier 2001.